# Загородній Володимир Васильович
Володимир Васильович Загородній (народився 14 жовтня 1949, помер 14 лютого 2018) — український лікар і громадський діяч, «Заслужений лікар України», кандидат наук з державного управління.

## Життєпис
У 1977 закінчив Київський державний медичний інститут ім. О. О. Богомольця. Після закінчення вузу працював хірургом у клінічній лікарні Київської обл., а згодом — її головним лікарем.
У 1996—2003 обіймав посаду заступника начальника Головного управління охорони здоров'я та медичного забезпечення (ГУОЗ та МЗ) Київської міської державної адміністрації.
З серпня 2003 по березень 2005 обіймав посаду заступника міністра охорони здоров'я України.
У 2005 повернувся на посаду заступника начальника ГУОЗ та МЗ Київської міської державної адміністрації та обіймав її до 2006.
Очолював Українську федерацію роботодавців охорони здоров'я.
Помер внаслідок тяжкої хвороби.

## Відзнаки
За значний внесок у розвиток медицини був нагороджений 
- званням «Заслужений лікар України»
- орденом «За заслуги» ІІІ ступеня.